# Ejnar Hertzsprung
Ejnar Hertzsprung (8. října 1873 Kodaň – 21. října 1967 Roskilde) byl dánský astronom, který se zabýval vývojem a vznikem hvězd.

## Život
Narodil se v Kodani a studoval na kodaňské polytechnice.
Kolem roku 1910 sestavil Hertzsprungův–Russellův diagram závislosti absolutní hvězdné velikosti na spektrální třídě hvězd, později zdokonalené H. N. Russellem.
V letech 1919–1946 pracoval v Leidenské observatoři v nizozemském Leidenu, od roku 1937 byl jejím ředitelem. K jeho leidenským studentům patřil například Gerard Kuiper. V roce 1929 získal Gold Medal of the Royal Astronomical Society a v roce 1937 byl oceněn Medailí Catheriny Bruceové.
Je objevitelem dvou planetek, Ivar (č. 1627) a Kalahari (č. 1702). Je podle něj pojmenován obrovský kráter Hertzsprung na odvrácené straně Měsíce a planetka č. 1693 Hertzsprung.
Jeho manželka Henrietta (1881–1956) byla dcerou nizozemského astronoma Jacobusa Kapteyna.